# Curl Curl
Curl Curl è un sobborgo di nord Sydney, nello Stato del Nuovo Galles del Sud in Australia.
Curl Curl si trova a 16 km a nord-est del Distretto affaristico centrale di Sydney, nell'area governativa locale della Municipalità di Warringah.
La laguna Curl Curl e il Greendale Creek, separano Curl Curl da Curl Curl Nord. I sobborghi limitrofi sono: Freshwater, Brookvale and Dee Why.
Wingala è una località adiacente. La spaiggia di Curl Curl scorre lungo il confine orientale e si estende fino alla spiaggia di Curl Curl Nord.
Curl Curl è conosciuta per essere una delle migliori spiagge per surfare nella regione di Sydney di Northern Beaches.

## Storia
Il nome Curl Curl sembra essere di origine aborigena attribuito all'area di Manly Vale, Freshwater, Queenscliff. Potrebbe derivare dalla frase: curial curial, che significa: "fiume della vita".
La laguna acquisì il suo nome negli anni ottanta del XX secolo; prima si chiamava Harbord Lagoon.

## Popolazione
Secondo il censimento australiano del 2011, vi sono 2.415 residenti a Curl Curl. La maggior parte è nata in Australia (77.2%), con una maggioranza di nati all'estero inglesi 6.1%, neozelandesi 2.6% e sudafricani 0.9%.